# Аризема Смитинанда
Аризема Смитинанда (лат. Arisaema smitinandii) — многолетнее вечнозелёное травянистое растение, вид рода Аризема (Arisaema) семейства Ароидные (Araceae).
Вид назван в честь ботаника Тэма Смитинанда (англ. Tem Smitinand, 1920-1995).

## Ботаническое описание
Многолетние вечнозелёные, в основном раздельнополые растения.
Корневище около 5 см длиной и 2,5 см в диаметре. Ложный стебель отсутствует.

### Листья
Листьев один — четыре. Черешки от тускло-тёмно-коричневых до фиолетовых, со светло-коричневыми поперечными полосками, цилиндрические, до 25 см длиной, 0,5—1 см в диаметре. Листовая пластинка пальчатораздельная из трёх — пяти листочков; листочки черешчатые, зеленоватые, ланцетовидные, чешуевидные, на вершине с острым окончанием в виде короткой ости; центральный листочек с черешочком до 3 см длиной, около 15 см длиной и 5 см шириной, с многочисленными боковыми жилками, в основании клиновидный; боковые листочки с черешочками до 5 мм длиной, 12—15 см длиной, 3—4 см шириной, в основании косоклиновидные.

### Соцветия и цветки
Цветоножка цилиндрическая, беловатая, около 2 см длиной и 0,5 см в диаметре, намного короче черешков, окружённая тремя катафиллами. Катафиллы бледно-коричневые, продолговатые, около 2, 4 и 6 см длиной соответственно. Трубка беловато-зелёная с многочисленными зелёными продольными полосками, цилиндрическая, около 3 см длиной и 1,5 см в диаметре, края устья широко загнутые наружу. Пластинка загнутая поверх трубки, зелёная с более тёмными продольными жилками, овально-ланцетовидная, около 7 см длиной и 4 см шириной, на вершине заострённая, с хвостовидным окончанием около 1 см длиной.
Початок однополый. Женская зона коническая, 13—15 мм длиной и 5—10 мм в диаметре; завязи плотно расположенные, зелёные, веретеновидные и немного загнутые, с одной базальной семяпочкой в каждом гнезде, содержащем по три семяпочки; рыльце дискообразное, на коротком столбике; мужская зона цилиндрическая, около 2 см длиной и 0,5 см в диаметре; тычинки свободные, состоящие из 3—6 пыльников, с нитями; теки желтоватые, полушаровидные, вскрываются продолговатыми порами; придаток сидячий, от тёмно-зелёного до пупурового, тонкий, 15—40 мм длиной, 1,5—3 мм в диаметре, покрытый многочисленными приподнятыми нитевидными стерильными цветками по всей длине; стерильные цветки в отдалённой части снабжены верхушечными структурами наподобие зародышей.
Цветёт в ноябре.

## Распространение
Встречается на полуостровной части Таиланда.
Растёт в лесах, на высоте 800—900 м над уровнем моря.